# Robert Pine
Robert Pine (Nueva York, 10 de julio de 1941) es un actor estadounidense.
Hijo de Virginia y Granville Martin Pine, en 1969, contrajo nupcias con la también actriz de cine y televisión Gwynne Gilford (hija de la actriz Anne Gwynne) con quien tuvo dos hijos, el también actor Chris Pine (1980-) y Katherine Pine. Ha participado en diversas películas, series de televisión y también ha hecho voz para películas. Es mejor recordado por su participación en la popular serie televisiva CHiPs.

## Filmografía
- Gunpoint (1966)
- Out of Sight (1966)
- Munster, Go Home (1966)
- The Young Warriors (1966)
- Perdidos en el espacio (1967)
- Journey to Shiloh (1968)
- High Chaparral (1969)
- The Brotherhood of the Bell (1970)
- The Silent Force (episodio "The Banker") (TV) (1971)
- The Bears and I (1974)
- The Day of the Locust (1975)
- Empire of the Ants (1977)
- CHiPs Sargento Getraer (1977-1983)
- Quinn Martin's Tales of the Unexpected (episodio "No Way Out") (TV) (1977)
- The Apple Dumpling Gang Rides Again (1979)
- Enola Gay: The Men, The Mission, The Atomic Bomb (TV) (1980)
- Papa Was a Preacher (1985)
- Hoover vs. The Kennedys - John F. Kennedy (1987)
- The Bold and the Beautiful (1987) - Stephen Logan (1988-2001)
- Babies (1990) (TV)
- Rover Dangerfield - Duke (1991)
- On the Way Home (1992)
- The Little CHP (1995)
- Independence Day-  Presidente (1996)
- Below Utopia (1997)
- CHiPs '99 (1998) (TV)
- Mach 2 (2001)
- Black Scorpion - Mayor Worth (2001)
- Confidence (2003)
- Helter Skelter (2004)
- The Long Shot (2004) - Douglas McCloud
- Yesterday's Dreams (2005)
- Red Eye (2005)
- Criminal Minds - Doug Gregory (2006)
- Big Love (2006)
- The Office - Gerald Halpert (2006)
- Avatar: The Last Airbender - Pescador (La tormenta)
- All I Want for Christmas (2007) . Arthur Nelson
- Love's Unfolding Dream (2007) - Dr. Jackson
- Lakeview Terrace (2008)
- Small Town Saturday Night (2010) - John Ryan
- The Mentalist - episodio "Bloodsport" (2011) - Mr. Mitchell
- Parks and Recreation (2011)
- Granite Flats (2013) (TV)
- Jobs (2013) - Edgar S. Woolard, Jr.
- Frozen  (2013) - Bishop
- Charmed (serie de televisión de 2018)  (2018) - Tydeus/ Profesor Thaine

## Videojuegos
- SOCOM: Confrontation
- Star Wars: The Old Republic
- Bionic Commando
- Anarchy Reigns